# Salerno Lake
Salerno Lake är en sjö i Kanada.   Den ligger i countyt Haliburton County och provinsen Ontario, i den sydöstra delen av landet, 230 km väster om huvudstaden Ottawa. Salerno Lake ligger 296 meter över havet. Arean är 1,6 kvadratkilometer. Den sträcker sig 3,3 kilometer i nord-sydlig riktning, och 3,7 kilometer i öst-västlig riktning.
I omgivningarna runt Salerno Lake växer i huvudsak blandskog. Runt Salerno Lake är det mycket glesbefolkat, med 2 invånare per kvadratkilometer.